# 東京高等裁判所
東京高等裁判所（とうきょうこうとうさいばんしょ）は、東京都千代田区にある日本の高等裁判所の一つで、関東地方および中部地方東部1都10県を管轄している。略称は、東京高裁（とうきょうこうさい）。知的財産高等裁判所（特別の支部）に支部を置いている。

## 概説
東京高等裁判所は、下級裁判所のひとつであり、主に管轄区域に属する各地方裁判所、家庭裁判所からの上訴事件を取扱う。地方裁判所が第一審の場合には、東京高等裁判所での審理は控訴審となり、簡易裁判所が第一審の場合で、地方裁判所が控訴審を行った場合には、それに続く上告審となる。その他特殊な類型においては、第一審の裁判所としての管轄権も有する。
東京高等裁判所の特別な支部として、東京都目黒区に知的財産高等裁判所が設置されているが、それ以外に支部は存在しない。
東京高等裁判所の長は、東京高等裁判所長官であり、同職は認証官である（補職は、最高裁判所）。
東京高等裁判所は現在、24の民事部と、12の刑事部を擁している。

## 所在地
東京都千代田区霞が関1-1-4
- 丸ノ内線・日比谷線・千代田線の霞ケ関駅A1出口からすぐ。
- 有楽町線桜田門駅5番出口から徒歩2分程度。

知的財産高等裁判所（特別の支部）
- 東京都目黒区中目黒2-4-1

## 庁舎
庁舎は地上19階・地下3階建てで東京地方裁判所・東京簡易裁判所（刑事）との合同庁舎になっている。なお知財高裁は2022年10月に知的財産高等裁判所・東京地方裁判所中目黒庁舎（ビジネス・コート）に移転。
北側に法務省旧本館（中央合同庁舎第6号館赤レンガ棟）が、東側（裏側）に東京地方検察庁交通部・東京区検察庁・公正取引委員会が入っている中央合同庁舎第6号館B棟と、東京家庭裁判所・東京簡易裁判所（民事）が入っている中央合同庁舎第6号館C棟、弁護士会館が、それぞれ隣接している。また、道路を挟んで、西側に国家公安委員会・警察庁・総務省・国土交通省などが入っている中央合同庁舎第2号館・第3号館がある。
玄関には常時金属探知機が設置されている。裁判所職員・検察庁職員・法務省職員・弁護士以外の一般人（裁判を傍聴する者を含む）は、そこで手荷物検査を受けなければ裁判所内に立ち入ることができない。

## 歴史
- 1875年 - 東京上等裁判所が設置される。
- 1882年 - 東京控訴裁判所に改称。
- 1886年 - 東京控訴院に改称。
- 1947年 - 裁判所法の施行により、東京高等裁判所に改称される[注 1]。
- 2005年 - 特別の支部として、知的財産高等裁判所が設置される。

## 歴代長官
任期の後に記したものは後職。
東京上等裁判所長
- （心得）西成度（1875年5月14日 - 1880年3月1日）
- 西成度（1880年3月1日 - 1881年10月15日）

東京控訴裁判所長
- 西成度（1881年10月15日 - 1884年12月12日）
- 尾崎忠治（1884年12月12日 - 1886年5月10日）

東京控訴院長
- 尾崎忠治（1886年5月10日 - 1886年8月12日）
- 西成度（1886年8月12日 - 1890年8月21日）
- 松岡康毅（1890年8月21日 - 1891年6月5日）
- 南部甕男（1891年6月5日 - 1896年10月7日）
- 大塚正男（1896年10月7日 - 1898年6月28日）
- 春木義彰（1898年6月28日 - 1903年12月2日）
- 長谷川喬（1903年12月2日 - 1912年12月11日）
- 富谷鉎太郎（1912年12月11日 - 1921年6月13日）
- 牧野菊之助（1921年6月13日 - 1924年1月9日）
- 山内確三郎（1924年1月9日 - 1924年9月11日）
- 和仁貞吉（1924年9月11日 - 1931年12月21日）
- 小原直（1931年12月21日 - 1934年7月8日）
- 皆川治広（1934年7月14日 - 1937年12月27日）
- 田中右橘（1937年12月27日 - 1938年7月16日）
- 木村尚達（1938年7月16日 - 1939年2月15日）
- 霜山精一（1939年2月15日 - 1944年9月15日）
- 大森洪太（1944年9月15日 - 1946年2月9日）

東京高等裁判所長官
- （職務代行）坂野千里（1946年2月9日 - 1947年5月3日）（裁判所法施行）
- （代理）坂野千里（1947年5月3日 - 1947年9月19日）
- 小林俊三（1947年12月23日 - 1951年10月4日）
- 垂水克己（1951年10月22日 - 1955年5月25日）
- 安倍恕（1955年6月10日 - 1958年8月3日）
- 大野璋五（1958年8月6日 - 1960年5月12日）
- 横田正俊（1960年5月17日 - 1962年2月27日）
- 石田和外（1962年3月13日 - 1963年6月5日）
- 近藤綸二（1963年6月25日 - 1964年10月7日）
- 下村三郎（1964年10月16日 - 1965年9月13日）
- 山本謹吾（1965年9月27日 - 1967年7月11日）
- 村上朝一（1967年7月12日 - 1968年11月18日）
- 奥野利一（1968年11月22日 - 1970年7月12日）
- 岸盛一（1970年7月18日 - 1971年4月1日）
- 岸上康夫（1971年4月13日 - 1972年11月27日）
- 市川四郎（1972年12月15日 - 1974年12月16日）
- 安村和雄（1974年12月19日 - 1975年10月6日）
- 青木義人（1975年10月8日 - 1977年9月23日）
- 戸田弘（1977年9月26日 - 1978年7月13日）
- 寺田治郎（1978年7月14日 - 1980年3月21日）
- 大塚正夫（1980年3月22日 - 1981年7月19日）
- 川島一郎（1981年7月23日 - 1982年11月20日）
- 矢口洪一（京大卒、1982年11月22日 - 1984年2月19日、最高裁判所判事、11代最高裁判所長官）
- 大内恒夫（東大卒、1984年2月20日 - 1985年11月4日、最高裁判所判事）
- 四ツ谷巖（東大卒、1985年11月5日 - 1987年1月27日、最高裁判所判事
- 杉山克彦（東大卒、1987年1月28日 - 1988年2月12日、定年退官）
- 草場良八（東大卒、1988年2月15日 - 1989年11月26日、最高裁判所判事、12代最高裁判所長官）
- 大西勝也（東大卒、1989年11月27日 - 1991年5月12日、最高裁判所判事）
- 三好達（東大卒、1991年5月13日 - 1992年3月24日、最高裁判所判事、13代最高裁判所長官）
- 石田穣一（東大卒、1992年3月25日 - 1993年3月7日、定年退官）
- 栗原平八郎（京大卒、1993年3月8日 - 1994年3月2日、定年退官）
- 川崎義徳（京大卒、1994年3月3日 - 1996年11月28日、定年退官）
- 金谷利廣（京大卒、1996年11月29日 - 1997年10月30日、最高裁判所判事）
- 桜井文夫（東大卒、1997年10月31日 - 1999年4月9日、定年退官）
- 町田顕（東大卒、1999年4月14日 - 2000年3月21日、最高裁判所判事、15代最高裁判所長官）
- 泉徳治（京大卒、2000年3月22日 - 2002年11月6日、最高裁判所判事）
- 今井功（京大卒、2002年11月6日 - 2004年12月26日、最高裁判所判事）
- 仁田陸郎（東大卒、2004年12月27日 - 2007年2月8日、定年退官、東京都公安委員会委員長）
- 竹﨑博允 （東大卒、2007年2月9日 - 2008年11月24日、17代最高裁判所長官）
- 白木勇（東大卒、2008年11月25日 - 2010年1月14日、最高裁判所判事）
- 安倍嘉人（東大卒、2010年1月15日 - 2011年4月27日、定年退官、中央更生保護審査会委員長）
- 富越和厚（東大卒、2011年5月10日 - 2012年3月23日、公害等調整委員会委員長）
- 吉戒修一（九大卒、2012年3月27日 - 2013年7月6日、定年退官、中央建設工事紛争審査会会長）
- 山崎敏充（東大卒、2013年7月8日 - 2014年3月31日、最高裁判所判事）
- 小池裕（東大卒、2014年4月1日 - 2015年4月1日、最高裁判所判事）
- 倉吉敬（京大卒、2015年4月2日 - 2016年3月24日、定年退官、中央更生保護審査会委員長）
- 戸倉三郎（一橋大卒、2016年4月7日 - 2017年3月13日、最高裁判所判事、20代最高裁判所長官）
- 深山卓也（東大卒、2017年3月14日 - 2018年1月8日、最高裁判所判事）
- 林道晴（東大卒、2018年1月9日 - 2019年9月1日、最高裁判所判事）
- 今崎幸彦（京大卒、2019年9月2日 - 2022年6月23日、最高裁判所判事、21代最高裁判所長官）
- 中村慎（京大卒、2022年6月24日 - 2024年9月10日、最高裁判所判事）
- 堀田眞哉（京大卒、2024年9月11日 - ）

## 部署と法廷
民事部は24部、刑事部は12部存在し、各部に3名から5名の裁判官が所属している。開廷はどの法廷も3名による合議で週3回（2024年現在）。また、一部の特殊事件を担当する特別部が5部存在し、随時開廷する。

### 民事部
- 第1民事部（第822号法廷）
- 第2民事部（第822号法廷）
- 第4民事部（第817号法廷）
- 第5民事部（第511号法廷）
- 第7民事部（第511号法廷）
- 第8民事部（第809号法廷）
- 第9民事部（第809号法廷）
- 第10民事部（第825号法廷）
- 第11民事部（第825号法廷）
- 第12民事部（第824号法廷）
- 第14民事部（第824号法廷）
- 第15民事部（第808号法廷）
- 第16民事部（第808号法廷）
- 第17民事部（第812号法廷）
- 第19民事部（第812号法廷）
- 第20民事部（第817号法廷）
- 第21民事部（第424号法廷）
- 第22民事部（第424号法廷）
- 第23民事部（第717号法廷）
- 第24民事部（第717号法廷）

### 刑事部
- 第1刑事部（第720号法廷）
- 第2刑事部（第720号法廷）
- 第3刑事部（第410号法廷）
- 第4刑事部（第506号法廷）
- 第5刑事部（第506号法廷）
- 第8刑事部（第805号法廷）
- 第10刑事部（第805号法廷）
- 第11刑事部（第622号法廷）
- 第12刑事部（第622号法廷）

### 特別部
- 第1特別部（海難事件）
- 第2特別部（人身保護請求事件）
- 第3特別部（独占禁止等関連事件）
- 第4特別部（裁判官分限事件・内乱事件・国民審査事件・弁護士法事件）
- 第5特別部（逃亡犯罪人引渡法事件）

## 旧跡
江戸時代、備中松山藩上屋敷が置かれていた場所である。備中松山藩主の板倉家は、大岡越前のモデルとなった名奉行『板倉勝重』を輩出した家で、多くの裁きを下した。